# Vrcovice (hradiště)
Vrcovice jsou pravěké hradiště u stejnojmenné vesnice v okrese Písek. Nachází se na ostrožně nad pravým břehem řeky Otavy asi jeden kilometr jihozápadně od vesnice. Hradiště se nachází v místech s pomístním jménem V Dolní Lipici. Od roku 1963 je chráněno jako kulturní památka.

## Historie
Hradiště bylo osídleno na konci starší a počátku střední doby bronzové, a patří tak mezi nejstarší hradiště v jižních Čechách. Zaniklo náhle požárem. Zda bylo hradiště po požáru obnoveno nelze rozhodnout. Podle pokročilého způsobu opevnění patřili obyvatelé hradiště k tehdejší nobilitě, která ze svého sídla ovládala širší okolí.
V novodobých dějinách bylo hradiště objeveno v devatenáctém století, kdy byly při těžbě kamene nalezeny první bronzové předměty. První archeologický výzkum vedl Bedřich Dubský roku 1926. Novější výzkumy jsou dílem Ladislava Hájka z roku 1951 a Antonína Beneše z let 1963–1966.

## Stavební podoba
Plocha hradiště má přibližně vejcovitý půdorys. Na třech stranách ji chrání strmé a skalnaté svahy k Otavě a jejímu drobnému přítoku zvanému Lipičná strouha. Na severu, kde terén stoupá směrem k návrší Bohuslavec, se v délce šedesáti metrů dochovaly pozůstatky opevnění tvořeného liniemi dvou valů oddělených příkopem.
Celková hloubka opevnění dosahuje 25 metrů. Na vnější straně se nacházel nejprve mělký, pravděpodobně odvodňovací příkop, za kterým stála první hradba tvořená dvěma řadami kůlů s vnitřním prostorem vyplněným sypkým materiálem. Hradba bývala široká přes dva metry a její zadní stěna se opírala o uměle přitesanou skalní stěnu v rulovém podloží. Za první hradbou býval přes tři metry široký příkop vytesaný ve skále. Druhou linii opevnění tvořila hradba s čelní zdí z nasucho kladených kamenů. Střed hradby byl vyplněn kameny v konstrukci z vodorovně položených kůlů. Na vnitřní straně hradbu uzavírala košatinová konstrukce podepřená mohutnými kůly upevněnými v jamkách vytesaných ve skále. Výškový rozdíl mezi dnem příkopu a korunou dochovaného valu vnitřní hradby je asi čtyři metry.
Těsně za hradbou stávala řada obdélných kůlových chat, ve kterých byla nalezena ohniště a v jedné chatě také malý sklípek z kamenných desek.
V areálu hradiště bylo odkryto několik žárových hrobů. Jeden z nich byl prozkoumán v prostoru druhého valu. Obsahoval tři nádobky bez kostí a milodarů. Pravděpodobně s ním však souvisí o rok dříve nalezený hliněný přívěsek ve tvaru žaludu. Z podoby hrobu je zřejmé, že byl do hradby vložen až po jejím zániku. Je možné, že hroby vznikly v souvislosti s požárem a byly do nich snad pohřbeny jeho oběti.
Hradiště je od severu přístupné po cestě, která vede skrz oba valy na vrchol ostrožny. Na ní se dochovalo několik jam po těžbě kamene. Porůstá jí borový les s příměsí dubu a lísky.